# ヨーセタム酸
ヨーセタム酸（英語: iocetamic acid、商品名Cholebrin）は、経口投与される医薬品で、胆嚢のX線画像診断で使用されるヨード造影剤である。
2021年現在は販売されていない。